# 창원시장
창원시장(昌原市長, Mayor of Changwon)은 경상남도 창원시의 행정 사무를 총괄하는 기초자치단체장이다. 1949년에 제정, 공포된 대한민국 지방자치법에 의거하여 주민이 직접 선출하거나 상급기관이 임명하였으며, 1961년 5·16 군사 정변 후 지방자치제도에 큰 변화가 있어 상급기관이 임명하는 방식이 고수되었다. 1995년 지방자치제도의 부활로 주민이 직접 선출하는 민선 창원시장의 시대가 열렸다. 현직은 홍남표(국민의힘, 2022년~) 시장이다.

## 창원시장

### 통합 이전 창원시장
| 선출 방식 | 대수     | 이름   | 임기                              | 비고 |
| --------- | -------- | ------ | --------------------------------- | ---- |
| 관선      | 1대      | 이재석 | 1980년 4월 1일~1980년 7월 31일    |      |
| 관선      | 2대      | 박용범 | 1980년 8월 1일~1981년 12월 21일   |      |
| 관선      | 3대      | 박부찬 | 1982년 1월 20일~1983년 12월 26일  |      |
| 관선      | 4대      | 이의익 | 1983년 12월 27일~1985년 7월 7일   |      |
| 관선      | 5대      | 곽만섭 | 1985년 7월 8일~1986년 12월 23일   |      |
| 관선      | 6대      | 윤희윤 | 1986년 12월 24일~1987년 12월 29일 |      |
| 관선      | 7대      | 곽만섭 | 1987년 12월 30일~1988년 6월 3일   |      |
| 관선      | 8대      | 조해녕 | 1988년 6월 4일~1988년 12월 31일   |      |
| 관선      | 9대      | 윤희윤 | 1989년 1월 1일~1989년 12월 26일   |      |
| 관선      | 10대     | 신상돈 | 1989년 12월 27일~1991년 1월 9일   |      |
| 관선      | 11대     | 김창수 | 1991년 1월 10일~1993년 3월 15일   |      |
| 관선      | 12대     | 문백   | 1993년 3월 16일~1993년 12월 20일  |      |
| 관선      | 13대     | 송은복 | 1994년 1월 3일~1994년 6월 30일    |      |
| 관선      | 14대     | 정채륭 | 1994년 7월 4일~1994년 12월 30일   |      |
| 관선      | 15대     | 이계진 | 1995년 1월 1일~1995년 6월 30일    |      |
| 민선      | 16대     | 공민배 | 1995년 7월 1일~1998년 6월 30일    |      |
| 민선      | 17대     | 공민배 | 1998년 7월 1일~2002년 6월 30일    |      |
| 민선      | 18대     | 배한성 | 2002년 7월 1일~2004년 3월 12일    |      |
| 민선      | 권한대행 | 허삼석 | 2004년 3월 13일~2004년 6월 4일    |      |
| 민선      | 19대     | 박완수 | 2004년 6월 5일~2006년 6월 30일    |      |
| 민선      | 20대     | 박완수 | 2006년 7월 1일~2010년 6월 30일    |      |

### 통합 이후 창원시장
| 선출 방식 | 대수     | 이름   | 임기                             | 비고                                   |
| --------- | -------- | ------ | -------------------------------- | -------------------------------------- |
| 민선      | 1대      | 박완수 | 2010년 7월 1일~2014년 2월 5일    |                                        |
| 민선      | 권한대행 | 김석기 | 2014년 2월 6일 ~ 2014년 6월 30일 |                                        |
| 민선      | 2대      | 안상수 | 2014년 7월 1일~2018년 6월 30일   |                                        |
| 민선      | 3대      | 허성무 | 2018년 7월 1일~2022년 6월 30일   |                                        |
| 민선      | 4대      | 홍남표 | 2022년 7월 1일~2025년 4월 3일    | 민선 8기, 창원특례시 출범 후 초대 시장 |
| 민선      | 권한대행 | 장금용 | 2025년 4월 3일~                  | 1부시장                                |

## 같이 보기
- 창원시
- 대한민국 지방선거
- 창원시장 선거
- 마산시장
- 진해시장